# Casa de mi padre
Casa de mi padre es una película estadounidense de 2012 protagonizada por Will Ferrell, Gael García Bernal, Diego Luna y Génesis Rodríguez. Escrita por Andrew Steele y dirigida por Matt Piamonte (que se involucró en el desarrollo de la película Salvando al soldado Pérez). El estilo es de una "telenovela, demasiado dramático"; cuenta la historia de un hombre que debe salvar el rancho de su padre de un capo de la droga de gran alcance.

## Trama
Armando Álvarez es un hombre que ha trabajado en el rancho de Miguel Ernesto, su padre en México toda la vida, quizás albergando la esperanza de que algún día el rancho será suyo; sin embargo su padre no confía en él, pues piensa que no es “muy listo” para administrar el rancho. Un día, regresa al rancho Raúl, hermano de Armando; un hombre al que su padre considera muy inteligente y el hijo que siempre ha amado. Aunque Armando quiere a su hermano, se siente siempre desplazado por él. Raúl, se presenta con su nueva novia, Sonia López, una joven muy atractiva. Armando les dice a su padre y a su hermano que le preocupa mantener a los narcos fura del rancho y les cuenta que ahora que estuvo pastoreando se encontró con Onza, un conocido narco del lugar, matando a un hombre. Su padre parece no hacer caso al asunto pues Raúl le dice que quiere permiso para casarse con Sonia. Más tarde, Armando le dice a Esteban y Manuel, los peones del rancho, que está preocupado por Raúl pues parece que ya no es el mismo. Además, Armando desconfía de las intenciones de Sonia con su hermano pues ella nunca le contesta si ama a su hermano o no y Armando piensa que es solo una cualquiera cazafortunas. 
Armando pasea a caballo con Sonia y discute con ella porque insiste en que ella no ama a su hermano y que es una cualquiera. De pronto, se escuchan balazos y Sonia le dice a Armando que vayan a ver pues puede haber alguien herido, pero Armando le dice que no es su asunto. Sonia le dice cobarde y toma el caballo para ir al lugar de los disparos. Armando la sigue y encuentran un hombre tirado en el suelo con la camisa ensangrentada y un auto quemándose. Sonia baja rápidamente del caballo y comienza a atender al hombre herido y Armando le dice que lo deje morir. Sonia no le hace caso y le da agua al hombre quien le dice que él la conoce y le llama por su nombre. El hombre al poco tiempo muere. Mientras, Armando encuentra drogas en la cajuela del auto del hombre. Aún con el hombre tendido en el piso, Sonia y Armando vuelven a discutir y Sonia lo golpea y le dice que no crea que su hermano es tan inocente y que abra los ojos, pues su hermano es un narco.  
Más tarde, en el bar, Armando le pregunta a Raúl si es cierto que es un narco y Raúl le contesta que tiene sus “negocios” que qué más le da. Armando le dice que él ha traído la desgracia a su familia y Raúl molesto le contesta que él llegó ahí a salvar a su familia y acepta que sí, que vende drogas en la frontera, pero que qué más le da que le vende drogas a los gringos no a su gente. Mientras platican, La Onza llega al bar y le pregunta a Raúl que qué está haciendo ahí, a lo que Raúl le contesta que fue a visitar a su familia. La Onza le dice que no le cree que ya se llevó a su mujer y que piensa que quiere algo más y lo amenaza diciéndole que todo se va a poner muy feo y le entrega una bolsa que trae una mano adentro como amenaza. Raúl le dice a Armando que se vaya a la casa porque México ya no es un país para cobardes. 
Un día, regresando del campo en su camioneta, Armando es abordado por agentes de la DEA que le piden ayuda pues saben que su hermano es narcotraficante y que llegó ahí para tomar el control de la zona de la Onza. El agente quiere que averigüe algo al respecto y aunque Armando se niega, Blancardo, el policía local le dice que es lo mejor y que les ayude. Más tarde, en una reunión familiar para festejar la llegada de Raúl y su compromiso con Sonia, Armando dice en un brindis que le deseo lo mejor a Raúl aunque sea la destrucción de la familia. Su padre, enojado, le pide a Armando que se vaya. Sonia sale corriendo tras de Armando y le dice que él tiene que saber que La Onza es su tío y que es necesario que por favor salve a su familia, a ella y Raúl de todo lo que está por pasar. 
Llegado el día de la boda de Raúl y Sonia, estando ellos en el altar; comienza un tiroteo en donde los secuaces de La Onza llegan a matar a todos los que están en la boda, incluido el padre de Raúl y Armando al que una bala lo impacta en el abdomen. Blancardo le reporta a La Onza de que ya está hecho el trabajo y le dice que Sonia está bien y que si quiere que Raúl vaya a buscarlo tiene que utilizar a Sonia. Armando, quien no asistió a la boda, recibe la noticia de que su padre está muriendo e inmediatamente va al rancho a verlo. Miguel Ernesto le pide disculpas a Armando por siempre compararlo con Raúl y haberlo tratado tan mal, siempre calificándolo como un tonto. Miguel Ernesto muere y Raúl le dice a Armando que va a matar al que hizo eso. Manuel le dice a Raúl que Sonia no está y que no está un caballo. Raúl le pide Armando que la encuentra y él acepta, pero le dice que después de que la encuentre, no volverá a verlo nunca más. En tanto, Blancardo le dice a los agente de la DEA que Raúl se va a vengar de quien le hizo eso y que va a haber una guerra, que debería detenerlos y Parker le dice que no; que solo son mexicanos matando mexicanos. 
Sonia se mete al río tratando de suicidarse y Armando se lanza a salvarla y se besan. Tras pasar la noche juntos; Armando y Sonia son sorprendidos por La Onza y Blancardo, acostados en la orilla del río y Blancardo dispara a Armando y se llevan a Sonia. Mientras, Raúl se encuentra en el rancho consumiendo drogas. En una secuencia de cosas sin sentido donde Armando herido tiene una plática con un tigre y demás; él resucita y represa al rancho y toma un arma para ir a buscar a La Onza. En tanto, La Onza recibe una llamada en donde es informado de que Raúl ha reunido a un pequeño batallón para ir por él y La Onza dice que está preparado para eso y que lo está esperando que sólo quiere que Blancardo mantenga a los gringos fuera de eso. Blancardo le dice que no se preocupe pues los gringos no quieren tener nada que ver con eso, sino que quieren que se maten entre ellos.  
En un tiroteo en la casa de La Onza entre la banda de la propia Onza y la de Raúl; llega Armando montado en su caballo exigiéndole a la Onza que deje ir a Sonia. En ese momento reinicia la balacera y Raúl cae herido de muerte y en su lecho, le dice a Armando que vaya por Sonia, que ella lo ama y que si él se muere, México será un mejor país. Raúl muere y Armando vuelve a comenzar la refriega disparando a los miembros de la banda de La Onza y matando a todos.  Al entrar a casa de La Onza, Armando le vuelve a exigir que le regrese a Sonia y este le dice que si la quiere ahí está y la lanza de lo alto de una escalera. Armando la logra atrapar. Cuando La Onza está por matarlos; con la ayuda de Sonia, Armando detona su rifle y mata a La Onza. 
Armando salva a Sonia y cuando regresan a casa, son detenidos por Blancardo, quien piensa entregar a Armando a la DEA para que sea enjuiciado por tráfico de drogas y homicidio; pero Armando le dice que eso no pasará y lo mata, no sin antes decirle que eso es una venganza por la muerte de su madre, quien murió cuando él era niño, en su presencia, cuando él mismo le disparó tratando de salvarla de Blancardo que intentaba violarla. Parker, uno de los agentes de la DEA quiere matar a Armando, pero antes otro agente le dispara en la cabeza para detenerlo. El agente de la DEA dice a Armando que no todos los norteamericanos son malos y Armando le contesta que no todos los mexicanos son narcotraficantes. Ambos se despiden y se van.

## Elenco
- Will Ferrell como Armando Álvarez, heredero de un rancho mexicano.
- Gael García Bernal como Onza, un capo de la droga en México.
- Diego Luna como Raúl Álvarez, el hermano menor de Armando.
- Génesis Rodríguez como Sonia, la novia de Raúl.
- Pedro Armendáriz Jr. como el señor Álvarez, el padre de Armando y Raúl.
- Nick Offerman como agente de la DEA Parker
- Efrén Ramírez, como Esteban
- Adrián Martínez como Manuel.

## Producción
En agosto de 2010, Emilio Diez Barroso y Darlene Caamaño Loquet de Nala Films anunciaron que iban a trabajar con Will Ferrell, Adam McKay, Kevin Messick y Jessica Elbaum de Gary Sánchez Productions en una comedia en español, la Casa de Mi Padre, protagonizada por Ferrell. NALA Films financiaron el proyecto, y el rodaje comenzó en septiembre de 2010 en California. Productora Darlene Caamaño Loquet dijo: "Estamos encantados de que él [Ferrell] está a bordo y la peli se están moviendo a toda máquina, ya que tenemos un mes para enseñarle español".
En octubre de 2010 hizo público que Gael García Bernal y Diego Luna se habían unido al reparto junto a Génesis Rodríguez, Pedro Armendáriz Jr., Héctor Jiménez y Adrián Martínez. Matt Piedmont, un colaborador habitual de Will Ferrell, fue nombrado como director.  En enero de 2011 se publicó un resumen del argumento junto con un informe que el título había cambiado a Comedia Española Sin Título. Sin embargo, en abril de 2011, un tráiler de la película estrenó con el nombre de Casa de Mi Padre. La película se rodó en 24 días con un presupuesto de alrededor de $6 millones.

## Banda sonora
La banda sonora original de la película fue compuesta por Andrew Feltenstein y John Nau. La banda sonora de la película consta de 20 tracks, e incluye el tema principal de la película titulada "Casa de Mi Padre" interpretada por la cantante estadounidense Christina Aguilera.
Otras pistas adicionales son los temas interpretados por John Frusciante, "Fight for Love" con Omar Rodríguez, y "Yo No Se" con Efren Ramírez y Adrián Martínez, que se presentó en la película.  La banda sonora fue diseñado y mezclado por Dana Nielsen.
| Casa de mi Padre: Original Motion Picture Soundtrack |                                                                               |          |  |
| N.º                                                  | Título                                                                        | Duración |  |
| 1.                                                   | «Casa de Mi Padre» (Christina Aguilera)                                       | 2:51     |  |
| 2.                                                   | «Raul Drugs» (Andrew Feltenstein & John Nau)                                  | 1:10     |  |
| 3.                                                   | «Whiter Shade» (El Puma)                                                      | 3:27     |  |
| 4.                                                   | «Fuzzorama» (Andrew Feltenstein & John Nau)                                   | 2:06     |  |
| 5.                                                   | «Wedding Massacre» (Andrew Feltenstein & John Nau)                            | 2:22     |  |
| 6.                                                   | «Ask for Marry Permission» (Andrew Feltenstein & John Nau)                    | 1:54     |  |
| 7.                                                   | «Hermano» (Tom Farrell)                                                       | 1:45     |  |
| 8.                                                   | «Lala» (Kara Nau & John Nau)                                                  | 0:39     |  |
| 9.                                                   | «Fight for Love» (Omar Rodríguez & John Frusciante)                           | 2:57     |  |
| 10.                                                  | «Yo No Se» (Will Ferrell, Efren Ramirez & Adrian Martinez feat. Mitch Manker) | 2:53     |  |
| 11.                                                  | «Car Burn» (Mayan Ghost Choir)                                                | 2:27     |  |
| 12.                                                  | «Trip Out» (!Hebrochachos!)                                                   | 1:47     |  |
| 13.                                                  | «Sonia Pool» (Andrew Feltenstein & John Nau)                                  | 2:31     |  |
| 14.                                                  | «Luv Butts» (Andrew Feltenstein & John Nau feat. Mitch Manker)                | 1:31     |  |
| 15.                                                  | «Staredown» (Andrew Feltenstein & John Nau)                                   | 0:18     |  |
| 16.                                                  | «Dad Dies» (Andrew Feltenstein & John Nau)                                    | 3:23     |  |
| 17.                                                  | «Shellshock» (The Bromigos)                                                   | 0:32     |  |
| 18.                                                  | «Chubby Duckling» (Andrew Feltenstein & John Nau feat. The Professor)         | 0:47     |  |
| 19.                                                  | «Del Cielo» (Cecilia Noel)                                                    | 2:59     |  |
| 20.                                                  | «Raul Dies» (Mayan Ghost Choir)                                               | 2:38     |  |

## Estreno
En noviembre de 2011, Pantelion Films, una empresa conjunta entre Lions Gate Entertainment y Televisa, adquirió los derechos para distribuir la película en los Estados Unidos y establecer una fecha de estreno del 14 de marzo de 2012 en el Grauman's Chinese Theatre en Hollywood, California.. Tras el estreno, la película se reproducirá en 382 pantallas. Televisa dio control a NALA de todos los aspectos de la campana de marketing de la película, con un presupuesto de $8 millones, que se gastó principalmente en la publicidad en las cadenas de televisión como Univision.

## Recepción

### Taquilla
A pesar de reproducirse en tantas solas pantallas, Casa de Mi Padre ganó 2.200.000 dólares en su primer fin de semana, un promedio de 5.759 dólares por cada cinema. Al 17 de mayo de 2012. Casa de Mi Padre ha recaudado $5.909.483.

### Crítica
Casa de mi padre no ha recibido muy buenas críticas. Metacritic dio a la película una puntuación media de 52/100 basada en opiniones de 31 críticos de cine. Rotten Tomatoes le da un índice de aprobación del 44%, con una nota media de 5.4/10, basada en una agregación de 71 comentarios, y ofrece el consenso, "No fue tan divertido como tiene que ser, Casa de mi padre habría funcionado mejor como un falso tráiler o cortometraje. De largometraje, se queda más de lo debido".
Claudia Puig de USA Today declaró: "Esta parodia muy divertida de las telenovelas y los clásicos de los westerns mexicanos es decididamente poco convencional y absurda". Manohla Dargis del The New York Times comentó que «Casa de mi padre exige que no se la tome en serio, y en su mayor parte eso es fácil de hacer». Todd McCarthy de The Hollywood Reporter dijo: «Tiene sentido que esta farsa hispanohablante sea muy parecida a un sketch de Saturday Night Live. El único problema es que produce la misma cantidad de risas en sus 85 minutos que un buen sketch en 8 o 10». Justin Chang, de Variety la calificó de «suficientemente simpática pero los momentos realmente divertidos son pocos». Roger Ebert del Chicago Sun-Times comentó: «La película sólo dura 84 minutos, pero eso es tiempo más que suficiente.»